# بيترا فلهوفا
بيترا فلهوفا (مواليد 13 يونيو 1995) هي لاعبة تزلج على المنحدرات الثلجية سلوفاكية متخصصة في منافسات التزلج المتعرج والتزلج المتعرج العملاق.فازت بالميدالية الذهبية في أولمبياد 2022 في منافسات التزلج المتعرج.

## وصلات خارجية
- بيترا فلهوفا على موقع الاتحاد الدولي للتزلج (التزلج على المنحدرات الثلجية) (الإنجليزية)
- بيترا فلهوفا على موقع اللجنة الأولمبية الدولية (الإنجليزية)
- بيترا فلهوفا على موقع أوليمبيديا (الإنجليزية)
- بيترا فلهوفا على موقع اللجنة الأولمبية السلوفاكية (السلوفاكية)